# Norwegian Air International
Norwegian Air International fue una aerolínea irlandesa propiedad de Norwegian Air Shuttle con sede en el Aeropuerto de Dublín y que volaba servicios regulares dentro de Europa y América del Norte, tomando ventajas de las libertades y acuerdos de las aerolíneas de la Unión Europea. La aerolínea operó aviones Boeing 737-800 con base en el aeropuerto de Cork en Irlanda y el aeropuerto de Londres-Gatwick en el Reino Unido.

## Historia
En febrero de 2014, Norwegian Air International, recibió su licencia de explotación y AOC emitido en Irlanda con el fin de acceder a los futuros derechos de tráfico hacia y desde la Unión Europea. Estos vuelos son operados bajo el código OACI IBK, utilizando aeronaves registradas en Irlanda. La aerolínea vuela las rutas operadas por Norwegian Air Shuttle, compartiendo la misma marca y e imagen de tripulación de su matriz.
En marzo de 2021, la empresa matriz Norwegian Air Shuttle Director financiero  Geir Karlsen informó que su flota de Boeing 737 MAX, algunos ejemplos de los cuales estaban registrados a Norwegian Air International, no reanudaría las operaciones y la flota sería retirada. En abril de 2021, el resto de su flota fue devuelto a los arrendadores o transferido a Norwegian Air Shuttle o Norwegian Air Sweden, mientras que las operaciones de vuelo y las bases que mantenía en nombre del Grupo Noruego se transfirieron a Norwegian Air Sweden. Esto permitió a su empresa matriz consolidar aún más su estructura de AOC, retirando su AOC irlandés y manteniendo su AOC sueco para operaciones fuera de Noruega pero dentro del resto de la UE.

## Flota Histórica
La aerolínea durante su existencia operó las siguientes aeronaves: